# Aderus robusticollis
Aderus robusticollis là một loài bọ cánh cứng trong họ Aderidae. Loài này được Pic miêu tả khoa học năm 1927.